# Neoseiulus clinopodii
Neoseiulus clinopodii är en spindeldjursart som först beskrevs av Ke och De-Yu Xin 1982.  Neoseiulus clinopodii ingår i släktet Neoseiulus och familjen Phytoseiidae. Inga underarter finns listade i Catalogue of Life.